# Oberstraße 135 (Düren)

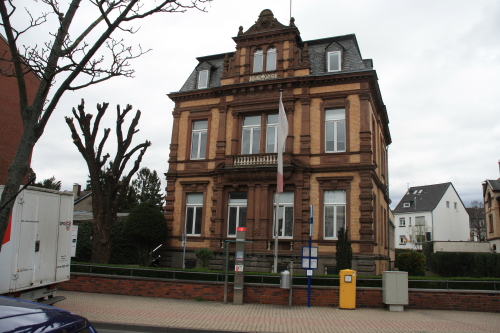
Straßenseite des Hauses

Das Haus Oberstraße 135 in Düren in Nordrhein-Westfalen wurde um 1890 als Villa für den Dürener Unternehmer Eugen Hoesch erbaut. Das zweigeschossige Gebäude mit Mansarddach hat straßenseitig vier Achsen mit Neorenaissance-Schmuckformen. Die Fassade besteht aus gelbem Backstein-Mauerwerk mit Werksteingliederungen aus rotem Sandstein.
Nach dem Ende der Wohnnutzung war im Haus die Innungskrankenkasse untergebracht, danach das Büro eines Immobilienmaklers.
Das Bauwerk steht unter Denkmalschutz und ist mit der Nr. 1/023 in die Denkmalliste der Stadt Düren eingetragen.